# Mamenchisaurus
Mamenchisaurus (Mamenchiödla) var ett släkte dinosaurie tillhörande ordningen (sauropoder) och familjen diplodocider som levde i Kina under senare delen av Juraperioden cirka 155 till 145 miljoner år sedan.
Mamenchisaurus som var nära släkt med till exempel Diplodocus och Apatosaurus var som alla sauropoder fyrbenta växtätare. Som andra sauropoder hade den en massiv kropp och lång hals och svans. Bakbenen var längre än frambenen och Mamenchisaurus kunde som andra diplodocider ställa sig på bakbenen. En egenskap som både användes för att beta högt uppe i träden och (troligen) vid försvar mot rovdinosaurier. Som andra sauropoder var den ett flockdjur. Mamenchisaurus är den största sauropod som man hittills hittat i Kina.
Alla sauropoder hade långa halsar och Mamenchisaurus främsta karaktärsgrad var just en enormt lång hals. Denna dinosaurie hade troligen den längsta hals som naturvetenskapen känner till. När Mamenchisaurus upptäcktes beräknades den ha varit 22 meter lång, varav halsen utgjorde 11 meter, d.v.s. halva längden! 11 meter lång hals var rekord när dinosaurien beskrevs men under 1990-talet fram till nutid har man hittat gigantiska sauropoder med ännu längre halsar, t. ex Sauroposeidon och Argentinosaurus. Senare fynd av nya arter inom samma släkte tyder dock på att Mamenchisaurus kunde bli betydligt större än man först trodde, kanske kunde den bli 30 meter lång med ända upp till 15 meter långa halsar. I så fall skulle Mamenchisaurus "återta" rekordet i kategorin dinosaurie med längst hals.
Antagligen var släktets medlemmar växtätare.